# Canredondo
Canredondo es un municipio y localidad española de la provincia de Guadalajara, en la comunidad autónoma de Castilla-La Mancha. El término municipal tiene una población de 81 habitantes (INE 2024).

## Toponimia
El origen del nombre de la villa proviene de su primera descripción física del lugar. Un campo rotundo o redondo, entendiéndolo como extensión cultivada amplia y carente de dimensión principal. De su apócope Can Redondo vendría su actual denominación.

## Geografía
La localidad está situada a una altitud de unos 1162 m sobre el nivel del mar. Entre los parajes naturales del municipio están Los Castillejos, El Pinar, La Puerta Ruguilla, El Torreón, El Cerro Pinoso, La Fuenlabrada, El Navajo y Las Fuentes.

## Historia
Hacia mediados del siglo XIX, el lugar tenía contabilizada una población de 514 habitantes. La localidad aparece descrita en el quinto volumen del Diccionario geográfico-estadístico-histórico de España y sus posesiones de Ultramar de Pascual Madoz de la siguiente manera:

CANREDONDO: v. con ayunt. en la prov. de Guadalajara (11 leg.), part. jud. de Cifuentes (2), aud. terr. y c. g. de Madrid (21), dióc. de Sigüenza (5): sit. en una estensa llanura, libre á la influencia de todos los vientos, su clima es frio y sus enfermedades mas comunes reumas, y algunas pulmonías: fórmanla 120 casas, la de ayunt. con su archivo; escuela de instruccion primaria, comun á ambos sexos, á la que asisten 60 alumnos, bajo la direccion de un maestro dotado con 55 fan. de trigo pagadas por reparto vecinal; un pósito sin fondo; y una igl. parr. (la Asuncion de Ntra. Sra.) servida por un cura cuya plaza es perpetua y de provision real ú ordinaria, segun los meses en que ocurra la vacante; confina el térm. N. Torre-Cuadradilla; E. Sacecorbo y Oter; S. Carrascosa de Tajo y Huetos, y O. Cifuentes y Casa de Arillares; dentro de esta circunferencia, se encuentran varios pozos de buenas aguas, de los que asi como de los que hay en algunas casas, se surten los vec. para beber y demas usos; una ermita (la Soledad); contiguo á ella el cementerio que por su situacion en nada ofende á la salubridad pública, y unas 80 parideras para cerrar ganado: el terreno participa de llano y montuoso, con algunos barrancos y collados; en su mayor parte es flojo, de calidad inferior y todo de secano, comprende 2 bosques, uno de encina y roble con bastantes pinos, y otro de esta ultima clase que proporciona buenas maderas de construccion, y una dehesa de pastos: caminos, los locales, de herradura y en mal estado: correo se recibe de la adm. de Cifuentes por balijero, una vez á la semana. prod.: trigo, cebada, centeno, avena, almortas y guisantes; cria ganado lanar, cabrio, mular, vacuno y asnal, colmenas que dan bastante cera y miel de buena clase; caza de perdices, conejos, liebres, palomas, corzos, venados, lobos y zorras. ind. y comercio: 2 carpinteros, un telar de paños, 1 de lienzos, la arrieria á que se dedican varios vec. que conducen trigo á los mercados de Cifuentes y Sigüenza, á cuyos puntos y otros limitrofes, llevan á vender leña; surtiéndose en ellos de los artículos de primera necesidad de que carece la v., escepto el vino y aceite que compran en la Alcarria. pobl.: 125 vec., 514 alm. cap. prod.: 1.935,840 rs. imp. 160,300. contr.: 6,828 rs. 16 mrs. presupuesto municipal 2,000 rs. que se cubren con los fondos de propios y en caso de déficit por reparto entre los vecinos.
(Madoz, 1846, p. 468)

## Demografía
Canredondo cuenta con una población de 81 habitantes (INE 2024).
| Gráfica de evolución demográfica de Canredondo entre 1842 y 2021                                                    |
| |
| Población de derecho según los censos de población del INE Población de hecho según los censos de población del INE |

## Patrimonio
En la localidad hay una iglesia parroquial bajo la advocación de la Asunción de Nuestra Señora, que data del siglo XVII.

## Fiestas
La fiesta tradicional del pueblo es la Visitación de la Virgen, celebrada el primer fin de semana de julio.